# Microsciurus alfari
Microsciurus alfari là một loài động vật có vú trong họ Sóc, bộ Gặm nhấm. Loài này được J. A. Allen mô tả năm 1895.